# Вејн Лејкс (Охајо)
Вејн Лејкс (енгл. Wayne Lakes) град је у америчкој савезној држави Охајо.

## Демографија
По попису из 2010. године број становника је 718, што је 34 (5,0%) становника више него 2000. године.
| Група             | 2000.       | 2010.       |
| Белци             | 666 (97,4%) | 704 (98,1%) |
| Афроамериканци    | 4 (0,6%)    | 5 (0,7%)    |
| Азијати           | 1 (0,1%)    | 0 (0,0%)    |
| Хиспаноамериканци | 6 (0,9%)    | 3 (0,4%)    |
| Укупно            | 684         | 718         |